# Драмля
Драмля (словен. Dramlja) — поселення в общині Брежиці, Споднєпосавський регіон, Словенія. Висота над рівнем моря: 202,2 м.